# Schweden in der Zeit der Kalmarer Union

Gebiet der Kalmarer Union um 1500

Schweden in der Zeit der Kalmarer Union (schwedisch Sverige under Kalmarunionens tid) behandelt die Schwedische Geschichte zwischen den Jahren 1389 und 1523, als Schweden, Dänemark und Norwegen sich erst auf politischer Ebene vereinigten und diese dann, wenige Jahre später, die Kalmarer Union schufen.
Praktisch wurde die Vereinigung der nordischen Länder bereits im Jahr 1389 vollzogen. Offiziell wurde dieser Akt allerdings erst im Jahr 1397 mit der Gründung der Kalmarer Union. Die Union sollte ein Gegengewicht zur norddeutschen Hanse darstellen. Ein permanent wiederkehrender Streitgrund war der Kampf um die Machtverteilung zwischen dem Zentrum der Union und den Reichsräten in den drei Ländern. Der Kampf um die Macht zwischen Dänemark und Schweden sorgte dafür, dass besonders Schonen und Götaland mehrfach von Truppen verwüstet wurde.

## Margarethe I.

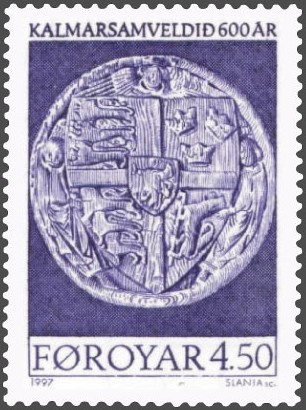
Siegel von König Erik VII. auf einer Briefmarke

Ab dem Jahr 1389 ging Schweden eine Personalunion und ab dem Sommer 1397 eine Realunion mit Dänemark und Norwegen ein. Durch den Rezess von Nyköping 1396, hatten sich der Reichsrat (Eine Gruppierung von kirchlichen und weltlichen Machthabern) und Prinzessin Margarethe I. auf die Bedingungen geeinigt und am 17. Juni 1397 wurde der Großneffe von Margarete I., Erik VII., auf dem Schloss Kalmar zum Unionskönig gekrönt. Anwesend waren 67 Adlige aus den drei Ländern. Bei der Krönung war Erik VII. erst 15 Jahre alt. Als sein Vormund führte Margarete I. die Regierungsgeschäfte weiter fort. Von der Krönung sind heute noch zwei Originaldokumente erhalten: einmal der Unionsbrief und der Krönungsbrief.
In dem Unionsbrief wurde klargemacht, dass nach dem Tode Eriks VII. die Union nur einen König haben sollte, der von allen Reichen gewählt werden sollte. Jedes der Reiche sollte nach seinen eigenen Gesetzen regiert werden. Nach außen würde die Union jedoch als eine Einheit fungieren. Sollte es zu einem Krieg kommen, würde jedes Land dem anderen Hilfe leisten. Wie der Unionsbrief zu interpretieren sei, darüber gibt es unterschiedliche Auffassungen. Der Unionsbrief wurde, entgegen der damaligen Gewohnheit, auf Papier und nicht auf Pergament geschrieben. Einige Historiker vertreten die These, dass der Entwurf des Unionsbriefs nie von allen Teilnehmern ratifiziert wurde, unter anderen der Geschichtsprofessor Erik Lönroth.
Gotland wurde durch Erik von Mecklenburg beherrscht. Dieser benutzte die Insel als Basis für seine Seeräubereien. Nach dem plötzlichen Tod Eriks von Mecklenburg am 26. Juli 1397 bekam seine Witwe, Sophie von Pommern-Wolgast, den Befehl von Sven Sture, dessen Geschäfte zu übernehmen. Die Aktivitäten richteten sich sowohl gegen Schiffe der Union als auch gegen Schiffe der Hanse. Nachdem der Deutsche Orden Frieden mit Polen-Litauen gemacht hatte, rüsteten diese im März 1398 eine Flotte, bestehend aus 84 Schiffen und 4000 Mann Besatzung, aus und eroberten die Insel. Im November 1403 machte Margarete I. einen Versuch, Gotland zurückzuerobern, wobei sie jedoch scheiterte. Im Jahr 1408 gab der Deutsche Orden die Insel auf, im Austausch gegen 9.000 englische Nobel.

## Krieg in Schleswig-Holstein

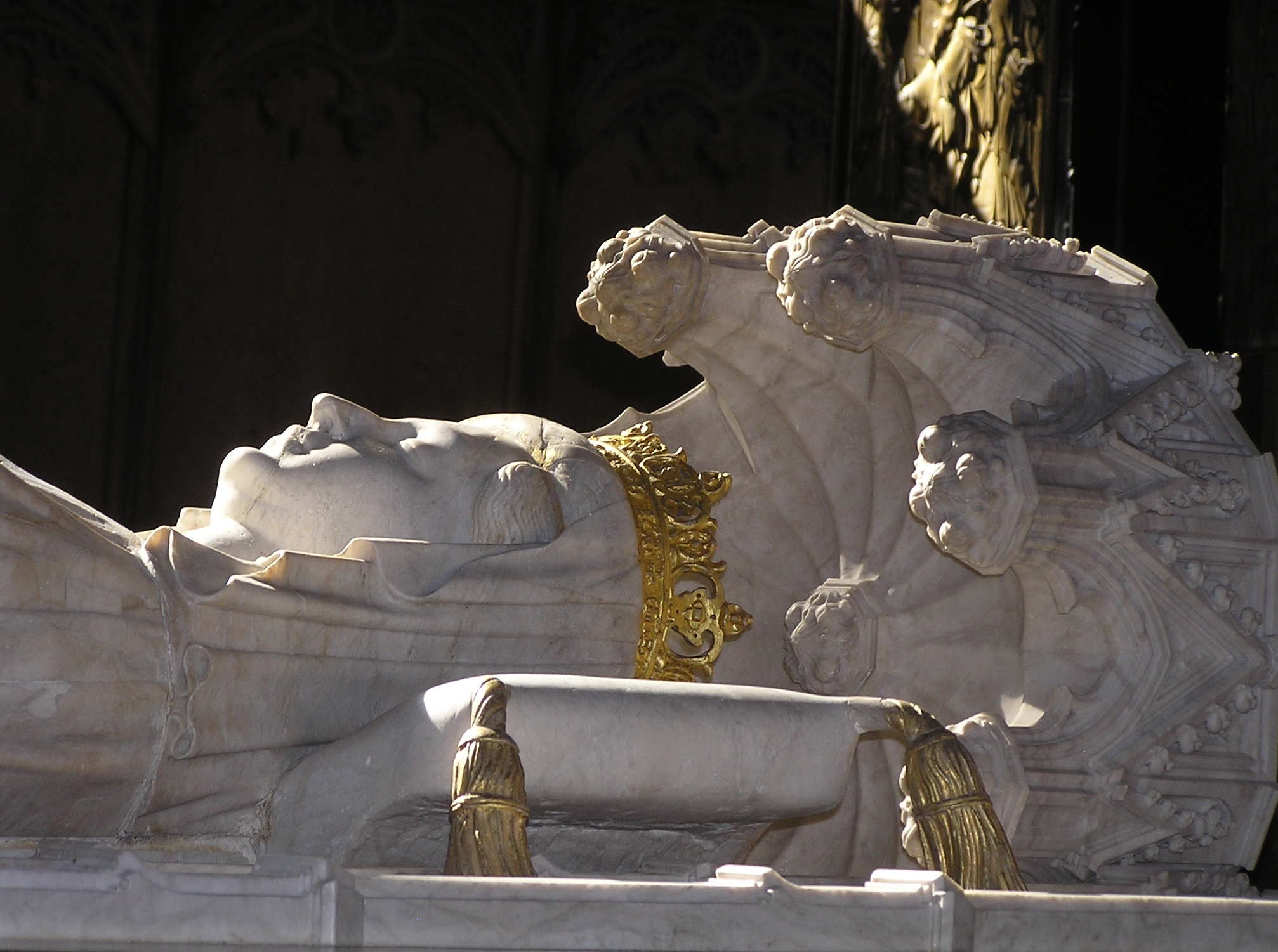
Abbild auf Margarethes Sarg (1423)

Margarete I. setzte ihren Versuch fort, Holstein näher an Dänemark zu binden, nachdem Graf Gerhard VI. von Holstein im Jahr 1404 starb. Durch mehrere geschickte Schachzüge bekam sie die Kontrolle über große Teile von Schleswig. Im Juni 1410 kam es zum Krieg und Erik VII. gelang es, Truppen aus Schweden und Dänemark um sich zu versammeln. Dieser verlief für beide Seiten ohne große militärische Fortschritte und im Herbst 1412 reiste Margarete I. nach Schleswig und es glückte ihr, einen Waffenstillstand von fünf Jahren auszuhandeln. Am 24. Oktober 1412 ließ sie sich dafür von der Bevölkerung der Stadt Flensburg huldigen. Nur vier Tage später verstarb sie an der Pest.
Im Jahr 1416 setzte Erik VII. den Krieg mit Schleswig fort. Der Kampf gegen Holstein war nicht sehr erfolgreich. Im Juni 1424 urteilte der römisch-deutsche König Sigismund gegenüber den Grafen von Holstein, dass diese ihre Rechte an Schleswig verloren hätten. Dieses sollte ab dieser Zeit zum Dänischen Reich gehören. Um diesen Entschluss zu feiern, entschloss sich Erik VII. eine Wallfahrt nach Jerusalem zu unternehmen. Diese Reise sollte 20 Monate dauern. Während seiner Abwesenheit übernahm Philippa von England die Regentschaft.
König Erik VII. unternahm mehrere Versuche, den Handel der Hanse zu behindern. Zu diesen Maßnahmen zählten der Bau des Schlosses Kronborg an der engsten Stelle des Öresunds und eine Vervielfachung der bisherigen Zölle. Als König Erik VII. im Sommer 1426 seinen Kampf gegen Holstein fortsetzte, einigten sich mehrere Hansestädte auf eine Blockade. Mehrere Mitglieder der schwedischen Aristokratie nahmen an den Auseinandersetzungen teil und im Winter 1426 versprach der schwedische Reichsrat, 300 Ritter und Schützen, zu entsenden. Im Juli 1427 kam es zu einer Seeschlacht im Öresund. Die Schlacht wurde von der Union gewonnen, und als am nächsten Tag eine Handelsflotte von 36 Schiffen der Hanse in den Öresund segelte, wurden diese zu einer leichten Beute. Bei einem erneuten Angriff der Hanse auf Kopenhagen wurde 1428 die im Hafen liegende dänisch-schwedische Flotte vernichtet. Eine neue dänisch-schwedische Flotte unterlag der Hanse im darauffolgenden Jahr im Seegefecht beim Dänholm vor Rügen. Militärisch konnte jedoch keine der beiden Seiten größere Fortschritte erzielen. Im Jahr 1429 brachen holländische und preußische Hansestädte die Blockade und nach dem Fall der dänischen Stadt Flensburg im Jahr 1431, wurden Friedensverhandlungen begonnen.

## Innenpolitische Krise
Sowohl Margarete I. als auch Erik VII. hatten versprochen, Magnus Erikssons Landgesetz zu folgen, welches festlegte, dass der Schlossbezirk durch „eingeborene, schwedische Männer“ zu hegen sei. Heute noch erhaltene Quellen besagen, dass sowohl Margarete I. als auch Erik VII., die Leitung vertrauenswürdigen Personen anvertraut hatten. Zu diesen zählten: Die Dänen Peder Ryning und Lage Röd, der Italiener (eigentlich Kroate) Giovanni Franco („Johann Vale“), die Deutschen Henrik Styke, Hans Kröpelin und Ida Königsmarck aus dem Geschlecht von Mecklenburg. Diese Personen standen dem Königshaus loyal gegenüber. Noch mehr als der Kirche, der Aristokratie oder dem schwedischen Reichsrat.
Die erste innenpolitische Krise von König Erik VII. war der Aufruhr, der im Juni 1434 in Bergslagen in der Nähe des Schlosses Västerås seinen Anfang nahm. Es gab mehrere Ursachen für die Unzufriedenheit, doch die schwedische Aristokratie stellte sich gegenüber diesen Gründen taub. Die Aufständischen konnten die Kontrolle über mehrere schwedische Schlösser übernehmen, doch die wichtigsten waren und blieben in der Hand des Königs. Zu diesen zählten das Schloss Stockholm und das Schloss Kalmar. Im Herbst 1435 sah sich Erik VII. gezwungen, in den meisten Schlössern ausschließlich Schweden zu postieren. Auch versprach er, vor neuen Beschlüssen die Meinung des Reichsrats einzuholen. Im Jahr 1436 wurden Karl VIII. und Christer Nilsson zu Reichshofmännern in Schweden ernannt. In Bergslagen setzten sich die Unruhen unter dem Anführer Erik Puke, als so genannte Pukefehde, fort. Dieser konnte schließlich ergriffen werden und wurde im Februar 1437 hingerichtet. Auch in Västergötland, Närke, Dalarna und Värmland hatten die Bauern Aufstände angezettelt. Doch diese wurden brutal niedergeschlagen. Im Frühjahr 1436 versammelte sich der Reichsrat in Strängnäs und dort wurde beschlossen, dass es den Bauern verboten wurde, Waffen zu tragen. Dies galt aber nur für Tingverhandlungen und Märkte.

## Christoph von Bayern (Christoph III.)

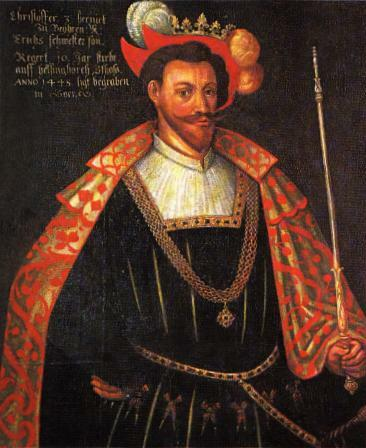
Ölgemälde, welches vorgeblich Christoph III. zeigt. Die Person ist bekleidet wie aus der Zeit 1550/1560. Im 17. Jahrhundert wurde dieses Bild geändert und zeigte dann die Person mit einer Krone.

König Erik VII. versuchte den Herzog Bogislaw von Pommern dazu zu bringen, sein Nachfolger zu werden, doch dieses Unterfangen stieß sowohl beim schwedischen als auch bei dänischen Reichsrat auf Widerstand. Im Herbst 1438 wurde Karl Knutsson (Bonde) zum Reichsverweser in Schweden gewählt, während der dänische Reichsrat am 23. Juni 1439 Erik VII. absetzte und an seiner Stelle Eriks Neffen, Christoph III., zum dänischen Reichsverweser wählte. Am 29. September 1439 erklärte auch der schwedische Reichsrat Erik VII. für abgesetzt.
Christoph von Bayern wurde am 9. April 1440 in Viborg zum dänischen König gewählt. Der schwedische Reichsrat machte es jedoch zur Bedingung, dass der König eine Regierungserklärung, in Form einer Königserklärung, abgeben müsse. Dies hatte großen Einfluss auf den Reichsrat. Am 13. September 1440 wurde Kristofer von Bayern bei Mora Stenar zum schwedischen König gewählt. Karl Knutsson (Bonde) wurde zum Drost ernannt und bekam das gesamte Bischofstum Turku, mit Ausnahme von Åland zum Lehen und Öland als Pfandlehen. Einige Wochen später änderte König Christoph III. seine Meinung und Karl Knutsson musste sich mit Schloss Viborg begnügen. Am 2. Mai 1442 wurde Christophs Landgesetz ratifiziert. In diesem wurde festgelegt, dass ausschließlich schwedischen Bürgern die königlichen Schlösser anvertraut werden durften und dass nur Schweden Mitglieder des Reichsrates werden durften.
Der abgesetzte König Erik III. hatte die Burg Visborg auf Visby zu seinem Hauptquartier gemacht. Von dort aus führte er eine Flotte von Seeräubern an. Im Sommer 1446 wurde das Gebiet von Gotland von schwedischen Truppen erobert. Verhandlungen zwischen Christoph III. und dem ehemaligen König Erik VII. führten zu einem Waffenstillstand von 18 Monaten. Im Jahr 1447 starb der Cousin von Erik VII. Bogislaw von Pommern und es konnte angenommen werden, dass Erik VII. bereit war, Gotland zu übernehmen und damit Erbe über das Herzogtum Pommern-Stolp zu werden. Dies wurde Ende des Jahres 1447 vorbereitet. König Christoph III. verbrachte Weihnachten in Helsingborg, als er auf dem Weg zum Treffen des Reichsrats in Jönköping war. Während der Feiertage wurde er schwer krank und er starb am 5. Januar 1448 auf dem Schloss Kärnan.

## Christian I. und Karl Knutsson (Bonde)

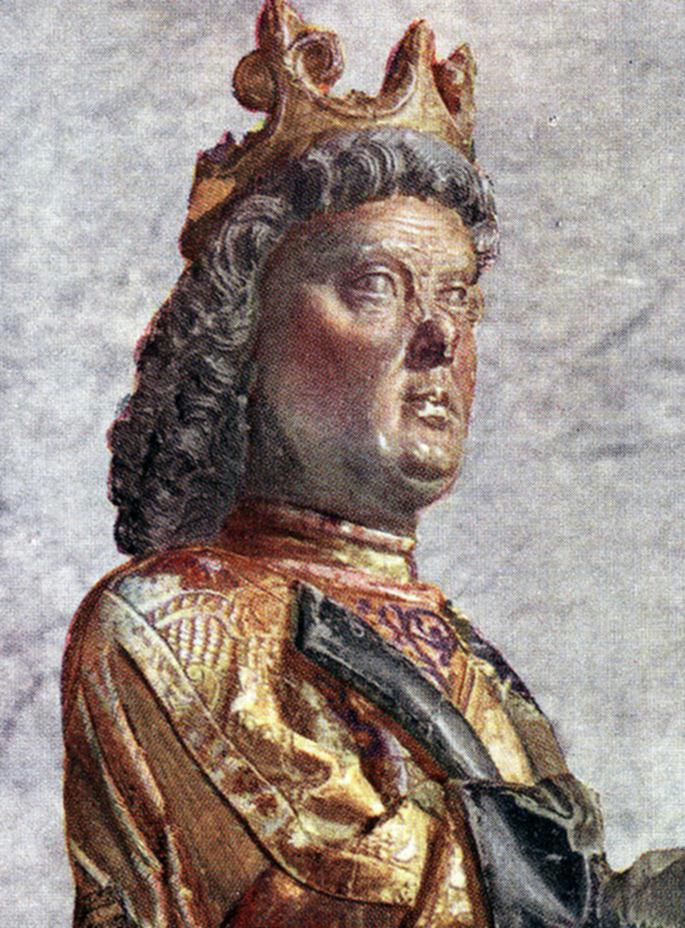
Karl Knutsson (Bonde)

Als die Nachricht vom Tod des Königs den wartenden Reichstag in Jönköping erreichte, wurden die beiden Brüder Bengt Jönsson Oxenstierna und Nils Jönsson Oxenstierna zu Reichsverwesern berufen. Für Ende Mai 1448 wurde eine Ständeversammlung in Stockholm zusammengerufen. Am 23. Mai kam dort auch Karl Knutsson (Bonde) an der Spitze einer großen Streitmacht an. Die genauen Umstände der nächsten Wochen sind weitgehend unbekannt, klar ist jedoch, dass die Wahlberechtigten, Karl Knutsson am 20. Juni 1448 zum König von Schweden wählten. Am 28. Juni ließ er sich auf dem Stein von Mora huldigen und am folgenden Tag wurde er im Dom zu Uppsala gekrönt.
In Dänemark wurde am 1. September 1448 der 22-jährige Graf Christian I., vom dänischen Reichsrat, zum König von Dänemark ernannt. Dieser agierte sehr schnell und bot Erik VII. drei dänische Schlösser zum Lehen an, inklusive eines jährlichen Unterhalts von 10.000 Gulden, im Austausch mit Visborgs Schloss. Die dänische Flotte eilte nach Gotland und Erik VII. überließ den Befehl Olof Axelsson Tott. Den dänischen Truppen gelang es, im Sommer 1448, Visby zu erobern und zwangen dann die schwedischen Truppen, die Insel zu verlassen.
In der Mitte des Sommers 1448 wurde Christian I. vom norwegischen Reichsrat zum norwegischen König gewählt. Eine Minderheit im Reichstag hätte jedoch lieber Karl Knutsson zum König gehabt. Dieser überfiel Norwegen über Värmland und wurde dann im Nidarosdom am 20. November 1449 zum norwegischen König gekrönt. Südnorwegen wurde von den Truppen Christian I. kontrolliert, einschließlich des Vogtes auf der Festung Akershus, Hartvig Krummedike. Karl Knutssons Belagerung von Akerhus wurde bald aufgegeben und Vertreter beider Seiten trafen sich am 1. Mai 1450 in Halmstad. Auf dem Treffen von Halmstad kam man überein, dass wenn ein König stirbt, sich die Reichsräte aller Länder zusammensetzen und sich nach Möglichkeit darauf einigen, dass der letzte Überlebende Unionskönig wird. Karl Knutsson wurde gezwungen, Norwegen aufzugeben und am 29. Juli wurde Christian I. im Nidarosdom zum König von Norwegen gekrönt.
König Christian I. begann, danach Söldnertruppen zu rekrutieren. Im Januar 1452 war es König Karl Knutsson geglückt, ein großes Heer zusammenzustellen. Diese sammelten sich bei Markaryd, um Schonen anzugreifen. In der Karlschronik wird davon berichtet, dass es etwa 4000 Ritter waren, doch dies ist vermutlich eine enorme Übertreibung. Dort findet man auch Angaben über 20 Geschütze und bewegliche Feldartillerie. Dies sind die ältesten, derartigen Angaben in einem schwedischen Krieg. Die schwedischen Truppen bewegten sich südlich und zerstörten Helsingborg. Im Anschluss zogen sie weiter nach Lund. Da berief König Karl Knutsson einen Thing ein, doch die Menschen aus Schonen bevorzugten König Christian I. Der schwedische Angriff ging indessen in einen Plünderungsfeldzug über. Die Städte Lund und Vä wurden zerstört und Åhus gebrandschatzt. Am 27. Februar war König Karl Knutsson wieder zurück in Schweden.

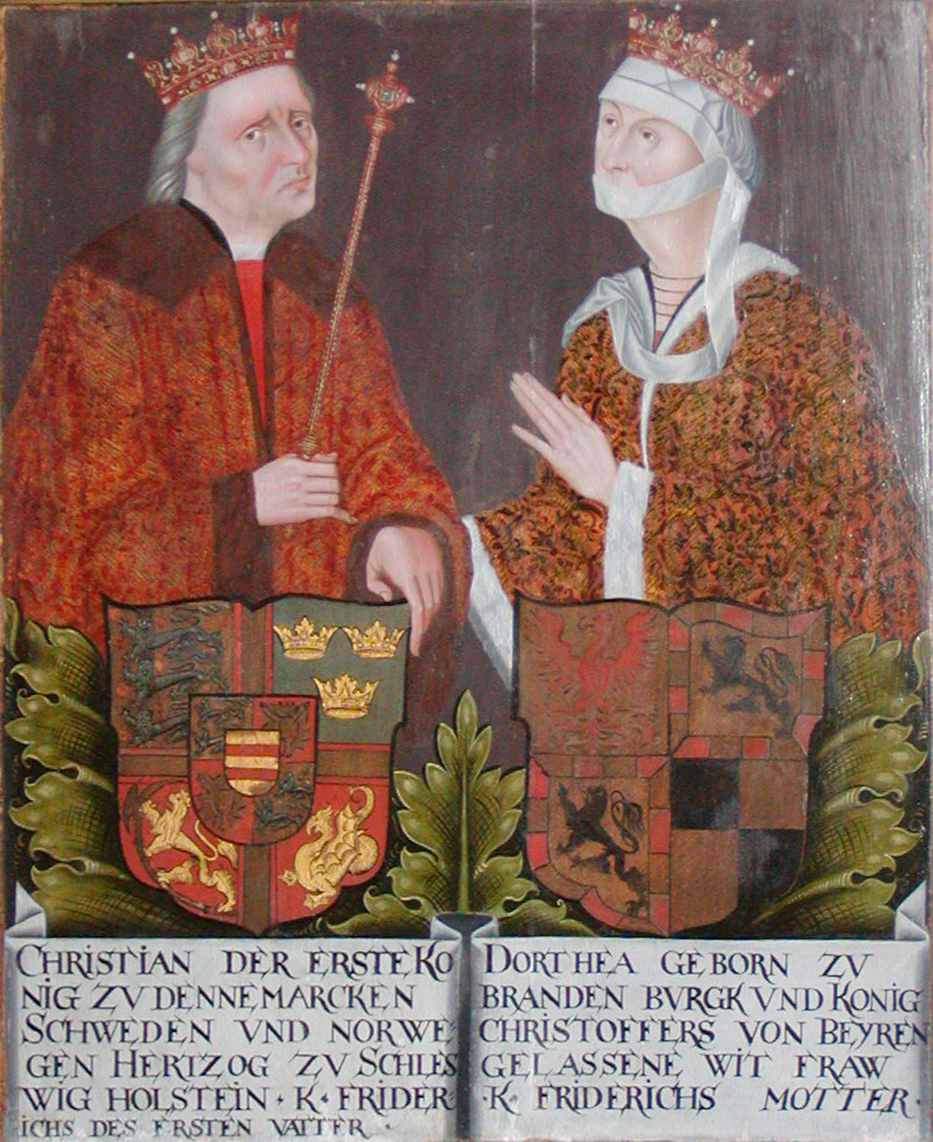
Christian I. als König von Dänemark mit seiner Frau Dorothea von Brandenburg – zeitgenössische Darstellung 15. Jahrhundert – Schloss Frederiksborg

Im Frühsommer 1452 sammelte König Christian I., Truppen bei Halland. Der schwedische Adel, welcher den Befehl über die Schlösser in Västergötland und Småland innehatte, beteiligte sich jedoch lediglich mit einem symbolischen Aufgebot. Als die Truppen Jönköping passierten, wurden ihnen in Nord-Småland Verluste durch ein Bauernheer zugefügt. Der Krieg endete mit einem zweijährigen Waffenstillstand. Mehrere der schwedischen Männer, die sich nur ungenügend am Krieg beteiligt hatten, wurden von Karl Knutsson zum Tode verurteilt. Doch viele von ihnen entzogen sich dem Urteil durch eine Flucht nach Dänemark.
Im Jahr 1455 begann der Krieg aufs Neue, als es Karl Knutssons Marschall Tord Karlsson Bonde glückte, Danaborg, südlich von Värnamo, zu stürmen. Die Position Karl Knutssons schwächte sich, jedoch ausschließlich durch seine eigenen Handlungen. Sein Rückhalt bei den Bauern und der Aristokratie schwand während der Kriegsanstrengungen, die Importzölle erzeugten Unzufriedenheit bei den Bürgern in den Städten und seine Pläne über Enteignungen, erweckten Unruhe in der Kirche. Der Erzbischof Jöns Bengtsson Oxenstierna stellte sich an die Spitze des Aufruhrs. Nach einer Schlacht bei Strängnäs flüchtete Karl Knutsson nach Stockholm. In der Nacht zum 24. September 1457 verließ er Schweden und floh nach Danzig. Einige Wochen später wurden der Erzbischof und Erik Axelsson Tott zu Reichsverwesern gewählt. Am 23. Juni wurde Christian I. in Stockholm von einer Wahlversammlung zum König gewählt und am 2. Juli ließ er sich auf dem Stein von Mora Stenar huldigen. Am Tag darauf wurde er in der Domkirche von Uppsala gekrönt.
Die Reichsräte aller drei Länder trafen sich im Januar 1459 in Skara. Dort wurde König Christian I. vom norwegischen und dänischen Reichsrat zugesagt, dass sein Sohn Johann I. Thronnachfolger wird. Dieser Beschluss wurde vom schwedischen Reichsrat bei einem Treffen in Uppsala bestätigt. Bei einer formellen Zeremonie wurde dies in Stockholm nochmals bekräftigt.
Die Schleswigfrage blieb jedoch weiterhin aktuell. Im Jahr 1448 hatte Christian I. Dänemark und Schleswig versprochen, dass diese niemals unter demselben Herrscher vereint würden. Als im Dezember 1459 Graf Adolf III. kinderlos starb, wurde Christian I. zum Grafen von Holstein und Herzog in Schleswig ernannt. Damit hatte er erreicht, was König Erik VII. unter großen Anstrengungen versucht hatte, das diesem jedoch nie glückte. Der Preis dafür war jedoch astronomisch. Insgesamt sollten 123.000 Gulden, was etwa 30.700 Mark oder sechs Tonnen Silber entsprach, von der gesamten Union bezahlt werden. Alle Bauern und Landbewohner wurden aufgefordert, eine Mark nach dem damaligen Wert zu bezahlen.
Das hohe Steuerniveau in Schweden erzeugte Widerstand. Im Jahr 1463 wurde eine Sondersteuer eingeführt. Jeder steuerpflichtige Bauer (Skattebonde) sollte 12 und jeder andere Landbewohner sechs Öre bezahlen. Da die Bauern in Uppland gewalttätig protestierten, erklärte Erzbischof Jöns Bengtsson, dass die Steuer abgeschafft werden müsse. Als Christian I. nach Stockholm zurückkehrte, setzte er den Erzbischof gefangen und schickte ihn nach Dänemark. Die Bauern aus Uppland zogen nun nach Stockholm und schlugen ihr Lager bei Norrmalm auf. Unter der Leitung von Marschall Ture Tureson wurden die Bauern von erfahrenen Truppen angegriffen und es kam zur Schlacht von Helgeandsholmen.

König Christian erhielt danach die nachträgliche Zustimmung des Reichsrats zur Gefangennahme des Erzbischofs. Im Januar 1464 initiierte der Bischof von Linköping Kettil Karlsson (Vasa) einen Aufruhr. Im Februar wurde der Bischof zum Hauptmann erhoben und die Aufständischen marschierten nach Stockholm und begannen eine Belagerung. Die Truppen von König Christian I. marschierten schnell nach Småland, Östergötland und Sörmland und kamen am 25. März nach Stockholm. In der Zwischenzeit hatten sich die Aufständischen nach Västerås zurückgezogen, in der Schlacht bei Harakers Kirche. Dort besiegte die Kavallerie des Königs, die nur leicht bewaffneten Bauern. Die Sturechronik berichtet über die Kampfhandlungen mit folgenden Worten: 

„„Dalakarla ropadhe slaa och skiuth / saa motte han fly aff skoghen wth / och sadhe 'Mik tykker dala är her för stark“
(deutsch Die Kerle von Dalarna riefen schlagt und schießt / so mussten sie fliehen in den weiten Wald / und sagten: Mich deucht Dala ist hier zu stark).“

 König Christian I. war gezwungen, sich wieder nach Stockholm zu wenden, das noch immer belagert wurde. Während des Aufruhrs wurde Karl Knutsson aufgefordert, aus Danzig zurückzukehren. Dieser folgte der Aufforderung am 9. August und kehrte mit einer Flotte und angeworbenen Söldnern zurück. Die Bürger Stockholms erwählten ihn zum König, doch er fand sehr schnell heraus, dass ihm die Unterstützung der Aristokratie und die des Geschlechts der Oxenstierna fehlte. Schnell kam es zum Streit zwischen den Truppen von Karl Knutsson und denen des Erzbischofs. Am 30. Januar danke Karl Knutsson ab.
Im Jahr darauf kämpften zwei Gruppierungen um die Macht, zum einen das Geschlecht der Oxenstierna und zum anderen das der Tott. Es war die letztgenannte Gruppe, welche am 21. September 1467 Karl Knutsson bat, zurückzukommen und schwedischer König zu werden. Am Ende des Jahres 1468 brach wieder ein Streit zwischen schwedischen und dänischen Truppen in Småland und Västergötland aus. Im Sommer fiel das von Dänen gehaltene Schloss Axevalla, welches dem Erdboden gleichgemacht wurde. Danach kam es zu Verhandlungen in Lübeck, bei denen der Vertreter Karl Knutssons Schonen, Blekinge, Halland und Gotland beanspruchte.
Im Herbst 1469 kam es erneut zu einem Aufruhr in Schweden. Dieser wurde angeführt von Erik Karlsson (Valla). Der Aufruhr richtete sich hauptsächlich gegen Kral Knutsson und die einflussreichen Söhne aus dem Geschlecht Tott. Dieser war zu Anfang erfolgreich, aber konnte von Sten Sture dem Älteren und Hans Åkesson (Tott) niedergeschlagen werden. Sten Sture glückte es außerdem, den Truppen von Christian I., bei Öresten eine Niederlage zuzufügen. Die Kampfhandlungen beruhigten sich im Frühling des Jahres 1470 immer mehr und am 15. Mai starb Karl Knutsson auf dem Stockholmer Schloss.

## Sten Sture der Ältere
Auf seinem Totenbett hatte Karl Knutsson dem Sohn seiner Halbschwester, Sten Sture, sein Schloss überlassen und dieser wurde vom Reichsrat zum Reichsverweser ernannt. Die Streitigkeiten zwischen Christian I. und seinen Gegnern in Schweden wurden am 9. April 1471 durch ein Abkommen aufgelöst. Darin kam man überein, sich in der Mitte des Sommers ein weiteres Mal zu treffen, um die Fragen über die Zukunft der Union zu klären.
Am 18. Juli 1471 kam König Christian I. und seine Flotte unerwartet nach Stockholm, ein erneuter Dänisch-Schwedischer Krieg begann. Sten Sture reiste in dieser Zeit durch Svealand, um Unterstützer für seinen Kampf gegen Christian I. zu sammeln. Doch auch Christian I. versammelte Anhänger um sich und ließ sich von der Bauernschaft in Uppland als schwedischer König feiern. Beide Seiten versammelten ein Bauernheer um sich und zogen unter Waffen nach Stockholm. Am 10. Oktober 1471 trafen die verfeindeten Truppen aufeinander und es kam zur Schlacht am Brunkeberg. Am Ende war Christian I. gezwungen, sich auf seine Schiffe zurückzuziehen und die Anker zu lichten.
Für den Sieger Sten Sture und für seine hauptsächlichen Unterstützer aus dem Geschlecht der Tott beinhaltete dies auch, dass die Einwohner mehrerer Länder in ihre Hände kamen. Die Schlossherren Erik Karlsson (Vasa), Ture Turesson und Magnus Gren verloren ihre Lehen, behielten jedoch ihre Sitze im Reichsrat.
Im Sommer 1472 trafen sich schwedische und dänische Delegationen in Kalmar. Am 2. Juli wurde ein Abkommen geschlossen, das den Zweck hatte, die Beziehungen beider Länder zu normalisieren. Die konfiszierten Güter sollten zurückgegeben werden, einschließlich die der Gebrüder Tott, welche Sten Sture in seinem Kampf gegen Christian I. unterstützt hatten. Die Abmachung beinhaltete auch freie Beweglichkeit über die Landesgrenzen hinweg, dass Geächtete sich nicht mehr in anderen Ländern verstecken konnten und außerdem, wenn auch vage, dass man sich im Kriegsfall gegenseitig helfen wollte.
Bei neuen Verhandlungen im Sommer 1476 wurde von der schwedischen Delegation die Frage aufgeworfen, ob Christian I. weiterhin König von Schweden bleiben sollte. Bei einem Treffen der Reichsräte in Strängnäs im Sommer 1477 wurde dies jedoch abgelehnt.
Die Frage nach der Zukunft der Union wurde wieder aktuell, als im Frühjahr 1481 Christian I. starb und sein Sohn Johann I. (Hans), der vom schwedischen Reichsrat und den Bürgern der größeren Städte bereits im Jahr 1459 zum Thronfolger bestimmt wurde, nun an die Macht kommen sollte. Bei neuen Verhandlungen zwischen Dänemark, Schweden und Norwegen in Halmstad im Sommer 1482 wurde Johann I. zum König über Dänemark und Norwegen gewählt. Bei einem Treffen in Kalmar am 7. September 1483, dem Rezess von Kalmar, wurde Johann I. auch zum König von Schweden ernannt. Dies sollte ein Jahr später in Kraft treten. Zu diesem Zweck sollte sich Johann I. nach Kalmar begeben, wo er zum König erhoben werden sollte. Der Grund, warum König Johann I. nicht in Kalmar auftauchte, ist unbekannt. Es kann jedoch sein, dass ihm die auferlegten Bedingungen zu hart erschienen und dass er sich durch den Reichsrat gegängelt fühlte. Der schwedische Reichsrat traf sich im Jahr darauf in Kalmar, bestätigte die Union und dass alle drei Länder einen gemeinsamen König haben sollten.
In den 1480er-Jahren gab es über mehrere Jahre hinweg Bauernaufstände in Västergötaland. Die Bauern weigerten sich, Steuern zu bezahlen, sandten Depeschen und planten eine Belagerung von Örestens Schloss. Die Ursachen und der weitere Verlauf der Aufstände ist unbekannt, doch der Richter Västergötlands Lindorm Björnsson (Vinge) verurteilte sechs Personen zum Tode.

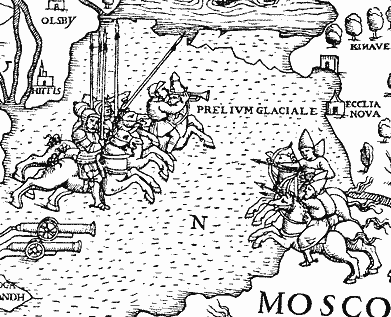
Schwedische und russische Kavallerie treffen sich am Finnischen Meerbusen, Bild von Olaus Magnus 1539

Im Jahr 1463 schloss Johann I. ein Handelsabkommen mit dem russischen Zaren Iwan III. Der Handel mit Dänemark sollte zu Ungunsten der Hanse erhöht werden. In dem Abkommen war auch Schweden inbegriffen, weil Johann I. versprach, die russisch-schwedische Grenze gemäß dem Vertrag von Nöteborg verlaufen zu lassen. Im Herbst 1495 begannen russische Truppen damit, die schwedische Festung Wyborg zu belagern. Der Schlossherr von Wyborg, Knut Posse, befahl jeden fünften finnischen Bauern an die Waffen. In Stockholm begann Sten Sture damit, Truppen um sich zu versammeln, diese verließen Schweden jedoch erst im Spätherbst. Am 30. November 1463 kam Sten Sture nach Åland. Am selben Tag begannen die russischen Truppen ihren Angriff. Einer der vermutlich ältesten Berichte über diese Schlacht spricht vom Knall in Wyborg. Knut Posse ließ die russischen Truppen einen Turm seiner Festung erobern. Als der Turm mit Feinden gefüllt war, sprengte er diesen in die Luft. Daraufhin scheiterte der Angriff und die Russen beendeten die Belagerung. Sten Sture ernannte Svante Sture zum neuen Schlossherren, und dieser ließ seine Truppen über den Finnischen Meerbusen nach Ingermanland verschiffen. Dort stürmte er die Stadt Iwangorod und plünderte diese vollständig aus. Am 3. März unterzeichneten Russland und Schweden einen neuen sechsjährigen Waffenstillstand.
Die Opposition gegen Sten Sture verstärkte sich. Die Kritiker meinten, dass dieser nicht genug getan habe, um die Verteidigung an der Ostgrenze zu stärken. Svante Nilsson wechselte in das Lager der Opposition, als er erfuhr, dass Sten Sture ihn für die entstandenen Kosten bei dem Plünderungsfeldzug in Ingermanland in Regress nehmen wollte. Der Anführer der Gegenbewegung war der Erzbischof Jakob Ulfsson. Dieser hatte eine andere Auffassung über die Freiheiten der Kirche als Sten Sture. Sten Sture versuchte nun, unter den Bauern nördlich vom Mälaren Unterstützung zu bekommen. Im Juni ließ er durch deutsche Söldner das Gut des Erzbischofs einnehmen und belagerte dessen Burg Almarestäket. Der Erzbischof antwortete, indem er Sten Sture exkommunizierte.
König Johann I. sammelte Truppen, und dadurch war es ihm möglich, Stockholms Schloss zu belagern. Johann I. hatte zusätzlich eine Kriegsflotte gebaut, die Schweden bisher gefehlt hatte. Ein Bauernheer, das Sten Sture unterstützt hatte, wurde am 26. September in der Schlacht bei Rotebro, von sächsischen Söldnertruppen besiegt. Beiden Parteien war nun daran gelegen, die Streitigkeiten auf dem Verhandlungsweg zu klären. Am 6. Oktober kam es zu einem Abkommen zwischen Johann I., Sten Sture und dem Reichsrat, welcher Johann I. als schwedischen König gemäß den Bedingungen des Rezesses von Kalmar anerkannte. Sten Sture wurde mit mehreren Lehen ruhiggestellt. Am 25. November wurde Johann I. in Stockholm formell zum König gewählt und nicht, wie es üblich war, in Mora Stenar. Der Reichsrat legte ebenfalls fest, dass Johanns I. ältester Sohn, Christian II., dessen Stellvertreter sein solle. Dieses wurde in einem königlichen Abkommen im Mai 1499 formal bestätigt.
Der König hatte außerdem das Recht bekommen, in gewissen Fällen Ausländer zu Vögten zu ernennen. Viele von diesen behandelten die Bauern schlecht, was wiederum zu einer Kritik am König führte. Die Opposition sorgte 1501 dafür, dass der Reichsrat von dem Übereinkommen zwischen Johann I. und Russland aus dem Jahr 1493 Kenntnis erhielt. Der Reichsrat beruhigte den Streit, indem er Johann I. das Recht, Ausländer zu Vögten zu ernennen, wieder entzog. Der König wollte dies verweigern, doch der Reichsrat hatte vollendete Tatsachen geschaffen.
Am 1. August 1501 erklärten sieben Mitglieder des Reichsrats, dass der König seine Versprechen, die er beim Rezess von Kalmar gegeben hatte, gebrochen habe und dass sie nun zum Aufstand gegen den König berechtigt seien. Die Aufständischen konnten die Kontrolle über die wichtigsten Burgen mit Ausnahme der Schösser Kalmar und Borgholm übernehmen. Am 9. April sah sich Christina von Sachsen gezwungen, das Schloss  von den Aufständischen zu übernehmen. Drei Tage später, am 12. April, landete die dänische Flotte in Stockholm, doch es war bereits zu spät. Im November 1501 wurde Sten Sture wieder zum Reichsverweser ausgerufen.
Die Schweden griffen nun Nord-Halland und Blekinge an, und im März 1503 begannen sie eine Belagerung des Kalmarer Schlosses. Christina von Sachsen war nun eine Kriegsgefangene, doch im Spätherbst 1503 wurde sie in einer Zeremonie dänischen Repräsentanten übergeben. Sten Sture selbst leitete diese Zeremonie. Auf der Rückreise nach Jönköping wurde Sten Sture plötzlich krank und starb am 14. Dezember 1503. Sten Stures engster Vertrauter Hemming Gadh hielt die Nachricht vom Tod Sten Stures geheim und überführte dessen Leichnam heimlich nach Stockholm, wo er ihn in der Sankt-Nikolai-Kirche versteckte. Als Mitte Januar 1504 der Reichsrat wieder zusammentrat, wurde Svante Sture zum Reichsverweser ohne Opposition gewählt.

## Svante (Nilsson) Sture

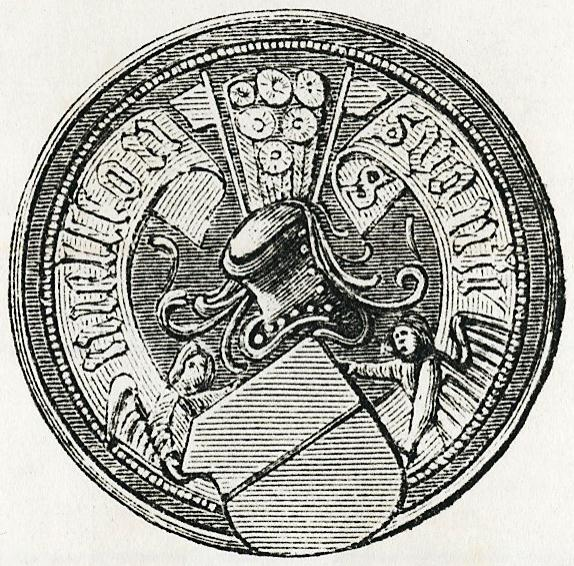
Siegel von Svante (Nilsson) Sture

Svante Sture stützte seine Macht zum Teil auf die Bauernschaft und den Minenbesitzern und zum anderen Teil auf die Kaufmannschaft von Stockholm. König Johann I. war nie formell als König abgesetzt worden und hatte noch immer die Macht über das Kalmarer Schloss. Weitere Verhandlungen, die zwischen Dänemark und Schweden geführt wurden, kamen zu dem Ergebnis, dass das Schloss von dem adligen Nils Gädda übernommen werden sollte. Man beschloss, einen einjährigen Waffenstillstand und traf sich noch einmal in der Mitte des Sommers 1505 in Kalmar.
Ein Jahr später kehrte Johann I. mit einer Flotte von 60 Schiffen und 3.200 Mann Besatzung zurück. Nach Kalmar kamen auch Mitglieder des dänischen und norwegischen Reichsrats. Als klar wurde, dass Svante Nilsson keine Vertreter entsandt hatte, stellte Johann I. ein Gericht aus 24 dänischen und norwegischen Reichsräten zusammen, die Svante Nilsson und die sieben schwedischen Reichsräte des Majestätsverrats anklagten. Diese wurden zum Tode verurteilt, und ihr Eigentum wurde konfisziert. Das Urteil wurde später von dem deutsch-römischen Kaiser Maximilian I. bestätigt. Das Gericht verhängte auch mehrere Todesurteile gegen Bürger der Stadt Kalmar, weil diese behilflich gewesen waren, als die Stadt 1502 von den Schweden erobert wurde. Dies ging später als Blutbad von Kalmar in die Geschichte ein.
König Johann I. ließ Svante Nilsson zwischen zwei Optionen wählen. Entweder erkannte er Johann I. als König und seinen Sohn Christian II. als Thronnachfolger an oder er sollte jährlich einen Tribut entrichten, um damit die Oberhoheit von Johann I. anzuerkennen. Svante Nilsson konnte keine der beiden Alternativen akzeptieren. Die dänische Flotte in der Ostsee hielt ihre Blockade aufrecht und unternahm Streifzüge an Land. Dabei wurden unter anderem die Städte Borgå, Åbo und Öregrund ein Opfer der Flammen. Kastelholm auf Åland wurde von Søren Norby erobert. Als Vergeltung dafür unternahmen die Schweden einen Plünderungsfeldzug gegen Halland und Schonen. Unter der Leitung von Hemming Gadh wurde mit der Belagerung des Kalmarer Schlosses begonnen.
Obgleich das Schloss Kalmar mehrere Jahre belagert wurde, gab es keine nennenswerten Fortschritte zu verzeichnen. Die Handelsblockade gegen Schweden wurde immer belastender und im Sommer 1509 trafen sich die Parteien in Kopenhagen und beschlossen ein Friedensabkommen unter der Bedingung, dass Schweden einen jährlichen Tribut in Höhe von 13.000 Mark zu zahlen hatte. Das Friedensabkommen führte sofort zu internen Spannungen im schwedischen Reichsrat. Svante Nilsson, Hemming Gadh und einige Ratsherren wollten den Kampf fortsetzen, doch andere, vor allem die Bischöfe, waren dafür, Frieden zu halten. Schweden vereinigte sich mit Lübeck zu einem Verbund gegen Dänemark. Mit Hilfe von Kriegsschiffen aus Lübeck verhinderte Dänemark, dass Vorräte nach Kalmar und in das Schloss Borgholm geschickt werden konnten. Im August 1510 fiel das Schloss Kalmar und im November wurde das Schloss Borgholm eingenommen.
Mit Hilfe von schottischen Söldnertruppen griffen dänische Truppen unter der Leitung des Thronfolgers Christian II. im Januar 1511 Västergötland an. Die dänischen Angreifer plünderten unter anderem die Domkirche von Skara und verlangten Treueschwüre. Im Anschluss daran zogen die dänischen Streitkräfte von Västergötaland nach Finnveden und von da nach Süden. Svante Nilsson wurde scharf für seine Versäumnisse bei der Verteidigung kritisiert. Die Opposition forderte seinen Rücktritt. Dieser verweigerte dies, bis nicht eine Ständeversammlung ebenfalls den Rücktritt forderte. Der Reichsrat berief aus diesem Grund eine neue Ständeversammlung in Arboga im Januar 1512 ein.

## Sten Sture der Jüngere
Zu Beginn des neuen Jahres starb Svante Nilsson an den Folgen eines Schlaganfalls, und der Reichsrat wählte an seine Stelle den Richter von Uppland, Erik Trolle zum neuen Reichsverweser. Svante Nilssons 19-jähriger Sohn Sten Svantesson übernahm schnell die Kontrolle über die Burgen seines Vaters und schaffte es, dass der Beschluss des Reichstags aufgeschoben wurde, bis die Friedensverhandlungen mit Dänemark abgeschlossen sein würden. Während dieser Zeit reiste er durch das Land und ließ sich von verschiedenen Bauernversammlungen als Reichsverweser bestätigen, so wie es andere vor ihm auch schon getan hatten. Während dieser Zeit änderte er auch seinen Namen in Sten Sture (der Jüngere) als Referenz an Sten Sture den Älteren, mit dem er jedoch nicht verwandt war. Am 23. Juli 1512 wurde Sten Sture der Jüngere von der Selbstverwaltungspartei zum Reichsverweser gewählt. Dabei wurde sie von den Prälaten unterstützt, die von der Herrschaft Christians II. in Norwegen verschreckt waren.
Der 80-jährige Erzbischof Jakob Ulvsson trat 1514 zurück. Zu seinem Nachfolger schlug er Erik Trolles 26-jährigen Sohn Gustav Trolle vor. Gustav Trolle befand sich zu dieser Zeit in Rom und Papst Leo X. gewährte ihm viele Vergünstigungen. Unter anderem seinen Schutz für die dem Erzbischof unterstellte Burg Almarestäket und die umliegenden Ländereien. Außerdem bekam Gustav Trolle das Recht, ein Interdikt über den oder die zu verhängen, die dieses Recht bestritten, des Weiteren eine Truppe mit einer Stärke von 400 Mann zu unterhalten, inklusive einer Absolution für alles, was diese Truppe tun könnte.
Als Gustav Trolle sich auf den Weg vom Rom nach Schweden machte, erfuhr er, dass Sten Sture sich im Gebiet der Burg Almarestäket aufhielt. Gustav Trolle beanspruchte das Gebiet, weil dies für ewige Zeit dem Erzbischof überlassen worden sei, während Sten Sture der Meinung war, das Land gehöre ihm und er könne es als Lehen weitergeben. Sten Sture verdächtigte den Erzbischof, im Jahr 1516 an einer Verschwörung teilgenommen zu haben. Im Herbst 1516 wurde der Schlossherr auf Nyköpings Schloss Sten Kristiernsson (Oxenstierna) mitsamt dem Vogt Bengt Laurensson und den Richtern Erik Trolle, Nils Bosson (Grip) und Peder Turesson (Bielke) gefangen genommen.
Gleichzeitig begann Sten Sture eine Belagerung der Burg Almarestäket. Er war der Meinung, da Gustav Trolle weder einen Eid als Reichsverweser, noch einen Eid als Reichsrat abgelegt hatte, dass er einem anderen den Treueid gegeben habe und meinte damit Christian II., und dass Gustav Trolle damit ein Landesverräter sei. Tatsächlich hatte Trolle Christian II. um Hilfe gebeten und Sten Sture in den Bann getan. Im Sommer 1517 landete eine dänische Flotte außerhalb von Stockholm, doch diese wurde in der Schlacht bei Vädla besiegt. Bei einer Ständeversammlung in Arboga Anfang des Jahres 1517 bekam Sten Sture das Mandat, die Burg Almarestäket weiterhin zu belagern. Als in Stockholm eine Reichsversammlung stattfand, wurde Gustav Trolle des Hochverrats beschuldigt, und die Versammlung beschloss, die Burg Almarestäket abzureißen. Der Erzbischof wurde gezwungen, zu kapitulieren, und wurde auf dem Schloss Västerås gefangen gehalten. Kurz darauf kam der Ablasshändler und päpstliche Legat Arcimboldi, den die Anhänger Stures dafür gewinnen wollten, diesen zum König zu krönen. Gegen Überlassung des Erzbistums bestätigte Arcimboldi die Abdankung Trolles. Die Landgüter des Erzbistums übergab er dem Staat. Damit war die katholische Kirche diskreditiert.

## Christian II.

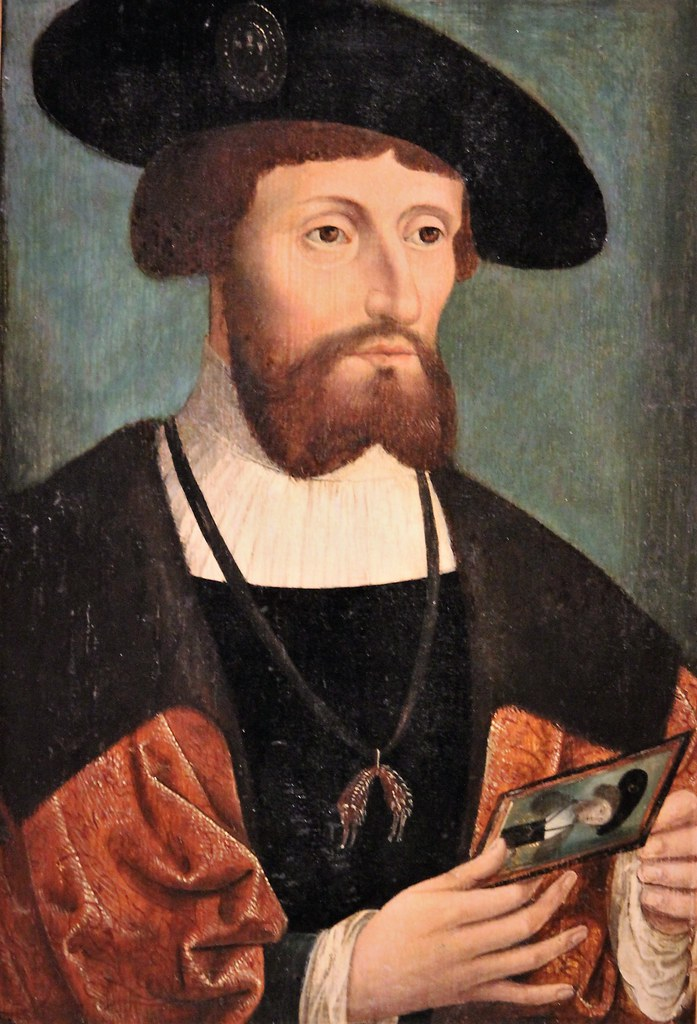
Christian II.

König Johann I. starb 1513. Wie bereits erwähnt war sein Sohn Christian II. bereits 1499 zu seinem Nachfolger bestimmt worden. In den Jahren von 1507 bis 1513 war Christian II. Statthalter in Norwegen. Dort führte er eine harte Politik gegen Personen, die für die Freiheiten der Kirche eintraten oder die nicht die Interessen Norwegens vertraten. Dort hatte er sich eine Geliebte zugelegt, Dyveke Sigbritsdatter. Sie und ihre Mutter folgten Christian II. nach Kopenhagen, und vor allem die Mutter bekam dort einen großen politischen Einfluss. Im Jahr 1515 verheiratete sich Christian II. mit der 14-jährigen Isabella von Österreich, einer Enkelin des deutsch-römischen Kaisers Maximilian I. Im Sommer 1518 ankerte eine Flotte von 80 dänischen Schiffen, besetzt mit einigen tausend Soldaten, außerhalb von Stockholm. Die Dänen schlugen ihr Lager bei Södermalm auf. Am 27. Juli trafen dort die Streitkräfte in der Schlacht bei Brännkyrka aufeinander. Das Ergebnis war ein Sieg für die Schweden, doch der Krieg war noch nicht entschieden. Im Herbst wurde ein persönliches Treffen zwischen Christian II. und Sten Sture in Österhanninge vorbereitet. Die Dänen übergaben sechs Geiseln, um für die Sicherheit von Christian II. zu garantierten. Zu diesen zählten Hemming Gadh, Olof Ryning, Jöran Siggesson (Sparre), Lars Siggesson (Sparre), Bengt Nilsson (Färla) und Gustav Eriksson (Vasa). Anstelle eines Treffens, wurden diese an Bord eines Schiffes gezwungen, und die dänische Flotte kehrte nach Kopenhagen zurück.

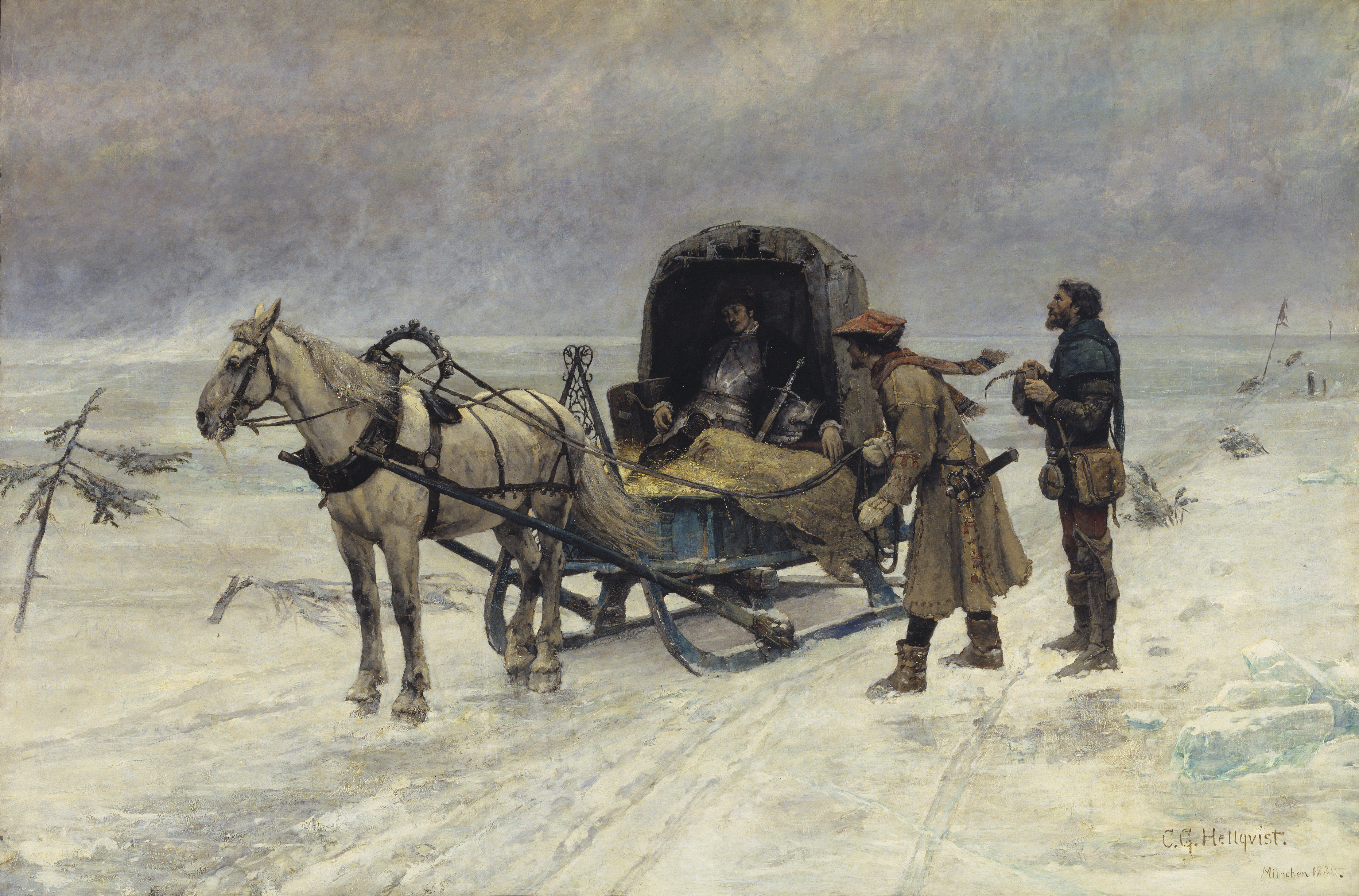
Der Tod Sten Sture des Jüngeren auf dem Eis des Mälaren. Historiengemälde von Carl Gustaf Hellqvist 1880

Christian II. begann, einen Feldzug gegen Schweden vorzubereiten. Gustav Trolle glückte es, eine Bannbulle gegen Sten Sture, den Erzbischof von Lund und den Bischof von Roskilde zu erwirken. Dies war gleichzusetzen mit einem Interdikt, welches verbot, in Schweden Gottesdienst zu halten. Damit war der Feldzug gegen Schweden auch gleich eine Christenpflicht. Im Januar 1520 übernahm Karl Knutsson (Tre Rosor) die Leitung der dänischen Truppen in Västergötaland, und sie konnten die Festung Älvsborg wieder aufbauen. Das Schloss Borgholm wurde eingenommen und kurze Zeit später stand auch die Stadt Kalmar unter dänischer Kontrolle. Sten Sture zog selbst nach Västergötaland, um an der Verteidigung mitzuwirken. Die Dänen zogen sich schnell nach Norden über den Talgang von Ätran zurück. Am 19. Januar versuchte Sten Sture, den Angriff am nördlichen Ende des Åsunden in der Nähe von Ulricehamn zu stoppen.
Die schwedischen Truppen bestanden in der Hauptsache aus lokal rekrutierten Kämpfern, während die dänischen Kräfte erfahrene Söldner waren. Das Ende war, dass die Schweden in der Schlacht bei Bogesund (Schlacht auf dem Eis des Åsundes) unterlagen. Eine Kugel einer leichten Kanone traf das Bein von Sten Sture und trennte es unterhalb des Knies ab. Die dänischen Streitkräfte bewegten sich weiter in Richtung Norden und kamen am 7. Februar nach Arborga und einige Tage später nach Västerås. Zu diesem Zeitpunkt war Sten Sture schon etwas außerhalb von Strängnäs gestorben.
Sten Stures Witwe Christina Gyllenstierna herrschte über das Schloss Stockholm und wollte den Kampf fortsetzen. Doch viele Reichsräte plädierten dafür, Frieden zu machen, vor allem vor dem Hintergrund, dass die dänischen Söldner im Mälartal standen. Am 6. März trafen sich Abgesandte der Dänen und der schwedische Reichsrat und einigten sich darauf, dass Christian II. zum König von Schweden ausgerufen wurde. Allerdings nur unter den Bedingungen, dass es zu einer allgemeinen Amnestie komme und dass der Reichsrat den Einfluss bekäme, der im Rezess von Kalmar vereinbart war. Doch die Sturefraktion war noch immer sehr einflussreich und bot ein Bauernheer aus Västmanland und Dalarna auf. In der Osterzeit trafen diese außerhalb von Uppsala auf die dänischen Truppen und es kam zur Langen Schlacht am Freitag. Den Söldnertruppen gelang es, die Bauern in die Flucht zu schlagen. Die dänischen Truppen kamen nach Stockholm und begannen, das Schloss von Stockholm zu belagern. Während des Sommers fielen mehrere Schlösser in die Hände der Dänen und im September wurde das Stockholmer Schloss übernommen, nachdem Christian II. eine Amnestie für Christina Gyllenstierna und deren Anhänger versprochen hatte. Die Amnestie galt auch für jene, die in dem Streit mit Gustav Trolle und der Frage um Almarestäket involviert waren. Dafür konnte Christian II. am 7. September in Stockholm einziehen und am 4. November wurde er in der Sankt-Nikolai-Kirche zum Erbkönig gekrönt. Darauf hinaus erfolgte das Stockholmer Blutbad.